# Spider-Man: A Cidade Que Nunca Dorme
Marvel's Spider-Man: A Cidade Que Nunca Dorme (Marvel's Spider-Man: The City That Never Sleeps no original) é uma coleção de conteúdo para download (DLC) desenvolvida pela Insomniac Games e publicada pela Sony Interactive Entertainment para o jogo eletrônico de 2018 Marvel's Spider-Man. Baseado no super-herói da Marvel Comics Homem-Aranha, é inspirado na mitologia de quadrinhos de longa duração do personagem e nas adaptações em outras mídias. Lançado em três capítulos distintos, The Heist, Turf Wars e Silver Lining, o DLC serve como um epílogo para o jogo principal, ocorrendo três meses após sua conclusão e segue o Homem-Aranha enquanto ele enfrenta uma nova onda de crimes liderada pelo chefe da máfia fisicamente aprimorado Hammerhead.
O jogo é apresentado da perspectiva em terceira pessoa com foco principal nas habilidades de travessia e combate do Homem-Aranha. O personagem Homem-Aranha pode se mover livremente pela cidade de Nova York, interagindo com personagens e realizando missões, e desbloqueando novos dispositivos e trajes ao progredir na história principal ou completar tarefas. O jogador pode completar missões secundárias longe da história principal para desbloquear conteúdo adicional e itens colecionáveis. O combate se concentra em encadear ataques contra vários inimigos enquanto evita danos, usando o ambiente e as teias para incapacitar os inimigos.
The City That Never Sleeps foi lançado mensalmente para o PlayStation 4, de outubro a dezembro de 2018, e recebeu avaliações geralmente positivas dos críticos. O jogo é a base e o conteúdo de The City That Never Sleeps foram coletados e lançados como Marvel's Spider-Man Remasterizado em novembro de 2020 para PlayStation 5, junto com a Ultimate Edition de Marvel's Spider-Man: Miles Morales para o console; mais tarde, foi disponibilizado como um lançamento independente. Uma porta de Remasterizado para Windows foi lançada para Steam e Epic Games Store em agosto de 2022, desenvolvida pela Nixxes Software.
O DLC apresenta uma dedicatória ao co-criador do Homem-Aranha, Stan Lee, que morreu pouco antes do lançamento do segundo capítulo.

## Jogabilidade
The City That Never Sleeps requer o jogo base Marvel's Spider-Man para ser jogado. Ele é acessado pelo menu principal e ocorre em uma instância separada da cidade de Nova York, excluindo a história do jogo principal, missões secundárias e crimes aleatórios; certas instalações, como o laboratório de Otto Octavius e o abrigo FEAST, também não estão mais acessíveis. Em vez dos crimes de rua aleatórios do jogo base, o DLC introduz crimes cometidos pelas famílias criminosas Maggia, incluindo esconderijos, brigas e cenas de crime Maggia. Em Turf Wars e Silver Lining, os Maggia roubaram tecnologia da organização mercenária de Silver Sable, Sable International, para melhorar suas capacidades de luta   Como tal, o DLC introduz novos tipos de inimigos, incluindo mafiosos empunhando metralhadoras ou jetpacks.
Grande parte do conteúdo secundário do DLC gira em torno do vilão Screwball, que usa mídias sociais e retorna do jogo base para entregar vários desafios, incluindo desafios EMP, derrotar inimigos em certas áreas para ganhar pontos, derrotar inimigos usando dispositivos específicos e tirar fotos estilosas do Homem-Aranha atirando na teia ou combatendo para obter pontuações mais altas. Outras missões secundárias incluem procurar peças de arte roubadas que o ex-ladrão e pai da Gata Negra, Walter Hardy, escondeu pela cidade, e usar Spider-Bots para procurar bombas escondidas sob carros. Cada episódio apresenta novas missões de história, desafios Screwball, tipos de inimigos e troféus.

## Sinopse

### Personagens
Marvel's Spider-Man: The City That Never Sleeps apresenta um grande elenco de personagens da história dos quadrinhos do Homem-Aranha. Peter Parker (dublado por Yuri Lowenthal) é um ex-assistente de pesquisa de 23 anos, que ganhou habilidades sobre-humanas após ser mordido por uma aranha geneticamente modificada. Empregando uma identidade secreta, Parker usa essas habilidades para proteger os cidadãos da cidade de Nova York como o super-herói Homem-Aranha. Ocorrendo logo após a história principal de Marvel's Spider-Man , The City That Never Sleeps encontra Parker lutando para lidar com a perda de sua tia May para uma arma biológica lançada por seu antigo amigo e mentor que virou vilão, o agora preso Dr. Otto Octavius. Parker se reuniu romanticamente com sua ex-namorada Mary Jane Watson (Laura Bailey), uma repórter do Clarim Diário recentemente promovida a editora associada, que frequentemente auxilia em suas atividades do Homem-Aranha. Parker também começou relutantemente a orientar Miles Morales (Nadji Jeter) depois que este último também foi mordido por uma aranha geneticamente modificada e ganhou poderes semelhantes aos dele.
A Cidade Que Nunca Dorme apresenta a ex-amante e mestra ladra de Parker, Gata Negra / Felicia Hardy ( Erica Lindbeck , que tem um papel apenas de voz como parte de uma missão secundária no jogo principal), o pai de Felicia e ladrão aposentado Walter Hardy (Daniel Riordan), e o chefe da máfia Hammerhead (Keith Silverstein), que está aproveitando o vácuo de poder deixado pela ausência de vilões para tentar tomar o controle do submundo criminoso da cidade das outras famílias criminosas de Maggia. Ele também apresenta vários personagens que retornam do jogo base, incluindo o capitão da polícia de Nova York e aliado do Homem-Aranha Yuri Watanabe (Tara Platt), o chefe da empresa militar privada Sable International, Silver Sablinova (Nichole Elise), e o vilão Screwball (Stephanie Lemelin), que usa mídia social, que escapou da prisão.

### Trama

#### O Assalto
Poucos meses após os eventos do jogo principal, as famílias criminosas Maggia estão procurando preencher o vazio no submundo criminoso de Nova York deixado pela captura de Wilson Fisk e pela derrota e desaparecimento de Martin Li. Ao tentar impedir uma das famílias de roubar uma pintura em exposição no Museu de Arte Contemporânea de Manhattan, o Homem-Aranha encontra Felicia Hardy, Gata Negra, que danifica a pintura e rouba um drive USB escondido dentro da moldura antes de escapar. Mary Jane mais tarde o informa que a família de Hammerhead está de posse do drive, o que implica que Felicia está trabalhando para eles. O Homem-Aranha persegue Felicia enquanto ela rouba mais drives, finalmente a pegando, e ela revela que Hammerhead a está forçando a ajudá-lo mantendo seu filho como refém. Acreditando ser o pai, o Homem-Aranha concorda em ajudar a resgatar o menino.
Enquanto isso, Mary Jane descobre que os drives contêm a fortuna coletiva das famílias Maggia e que Hammerhead comprou recentemente um cofre inexpugnável considerável que poderia ser usado para guardar o filho de Felicia. O Homem-Aranha e Felicia se infiltram no armazém onde o cofre é mantido, mas, ao vasculhar os contêineres, o Homem-Aranha descobre que Hammerhead e sua gangue têm roubado armas e equipamentos apreendidos da Sable International deixados para trás após a Crise do Sopro do Diabo para ganhar uma vantagem na guerra de gangues. Enquanto o Homem-Aranha procura por Black-Cat no cofre, esta última trai e tranca a primeira lá dentro, revelando que ela mentiu sobre ter um filho para persuadi-lo a ajudá-la a invadir o cofre, que contém o drive final: o de Hammerhead. Ela guardou os drives para si mesma, para que pudesse usar a riqueza para desaparecer. Os drives que ela deu a Hammerhead eram falsos. Enquanto o Homem-Aranha escapa, ele ouve Hammerhead ordenando que seus capangas matem Felicia por sua traição. O Homem-Aranha tenta avisar Felicia, mas chega tarde demais e observa enquanto ela é aparentemente morta quando explosivos plantados em sua cobertura detonam. Mais tarde, Peter diz a Mary Jane que o corpo de Felicia não foi encontrado entre os destroços e que ele está aliviado por não ser pai, embora Mary Jane o tranquilize dizendo que ele seria um ótimo pai algum dia, na hora certa e com a pessoa certa.

#### Guerras Territoriais
Pouco depois da suposta morte de Felicia, uma guerra de gangues entre as famílias Maggia irrompe, com as forças de Hammerhead agora armadas com Sable Weaponry. O Homem-Aranha auxilia Yuri Watanabe e sua força-tarefa policial em um ataque contra Hammerhead, mas acaba sendo uma armadilha, deixando apenas o Homem-Aranha e Yuri vivos. A perda de seus homens sob sua supervisão deixa Yuri emocionalmente comprometida, e o Homem-Aranha pede que ela tire uma licença para lamentar e se recuperar, prometendo prender Hammerhead sozinho. Depois de sequestrar os outros Maggia Dons, as forças de Hammerhead atacam comboios policiais pela cidade. Enquanto o Homem-Aranha lida com eles, Hammerhead ataca a delegacia de polícia, que está segurando o "Projeto Olimpo" da Sable International, matando vários policiais no processo.
Frustrada com as mortes de seus homens e a falta de progresso do Homem-Aranha, uma Yuri enfurecida decide ir atrás de Hammerhead sozinha, ameaçando prender o Homem-Aranha se ele interferir. Ela então mata brutalmente muitos capangas de Maggia no Bar With No Name. Com a ajuda de Mary Jane, o Homem-Aranha descobre que Yuri é um policial de terceira geração do NYPD cujo pai foi preso por aceitar subornos de Hammerhead e que ela passou toda a sua carreira mudando de distrito para derrubá-lo devido à sua vingança. Quando Hammerhead mais tarde tenta aterrorizar Nova York até a submissão executando os Maggia Dons na televisão ao vivo, o Homem-Aranha frustra seu plano e o derrota, apesar de Hammerhead ostentar o Projeto Olimpo roubado, que é revelado ser um exoesqueleto experimental. No entanto, antes que Hammerhead possa ser levado sob custódia policial, uma Yuri vingativa chega, que enreda o Homem-Aranha e tenta atirar em Hammerhead, apenas errando e acertando-o na placa de metal em sua cabeça por causa da interferência do Homem-Aranha. Enquanto é levado para o hospital, Hammerhead é ressuscitado com um taser por um de seus capangas que se infiltrou na ambulância, permitindo que ele continuasse aterrorizando Nova York.

#### Forro De Prata
Após sua demissão da polícia, Yuri se tornou uma vigilante implacável, rastreando e executando vários gangsters de Maggia. Enquanto isso, com o equipamento e armamento avançados da Sable International, a gangue de Hammerhead governa a cidade. MJ descobre que o Projeto Olimpo foi uma iniciativa financiada pela Sable-Oscorp, usando tecnologia de bioaprimoramento para criar Super Soldados usando exoesqueletos experimentais. Ao saber disso, uma Silver Sablinova enfurecida retorna para se vingar de Hammerhead por roubar seu equipamento, que ela precisa para uma guerra civil em seu país natal, Symkaria . Preocupado que os métodos violentos de Sablinova resultem em mais caos, o Homem-Aranha tenta convencê-la a trabalhar junto. Hammerhead, que agora se transformou em um ciborgue, leva o Homem-Aranha e Sablinova para uma armadilha e os domina. Felicia, que é revelada por ter fingido sua morte, chega para salvar o Homem-Aranha, embora Hammerhead sequestre Sablinova. Pedindo desculpas por suas ações, Felicia dá ao Homem-Aranha um USB contendo informações sobre as fraquezas do Cabeça de Martelo antes de desaparecer novamente.
O Homem-Aranha salva Sablinova em um esconderijo de esgoto e eles descobrem pelo USB de Felicia que a placa de aço carbono dentro da cabeça de Hammerhead é sensível ao calor. Sablinova leva o Homem-Aranha para seu porta-aviões furtivo no Rio Hudson , e eles preparam uma armadilha para Hammerhead, equipando o jato de caça VTOL de Sablinova com um conjunto de laser aquecido pouco antes de Hammerhead chegar e começar seu ataque. Enquanto o Homem-Aranha segura Hammerhead no lugar, Sablinova explode sua placa de metal, enfraquecendo-o, e colide seu jato contra ele. Com Hammerhead finalmente subjugado, Sablinova recupera seus suprimentos e retorna para Symkaria, dizendo ao Homem-Aranha que ele a inspirou a ser mais heróica. Enquanto isso, Mary Jane também parte para Symkaria para escrever uma história sobre a guerra lá e aumentar a conscientização enquanto Peter começa a treinar Miles Morales sobre como usar seus poderes recém-adquiridos, preparando-o para se tornar o novo Homem-Aranha .

## Lançamento
O primeiro episódio, The Heist, foi lançado em 23 de outubro de 2018. Situado vários meses após o fim do jogo principal, a história segue o retorno físico da ex-namorada do Homem-Aranha, Black Cat, a Nova York para um assalto, que o coloca em conflito com as famílias criminosas Maggia. A expansão do DLC Heist inclui três trajes desbloqueáveis: Spider-UK , Scarlet Spider IV (apelidado de Scarlet Spider II no jogo) e o Resilient Suit, um design original do artista Gabriele Dell'Otto.
O segundo episódio, Turf Wars, foi lançado em 20 de novembro. A história segue os esforços do Homem-Aranha e de seu aliado Yuri Watanabe para impedir que Hammerhead assuma o controle das famílias criminosas Maggia e tome o controle do crime em Nova York. Turf Wars inclui três novos trajes: Homem-Aranha do Mangaverse, o Aranha de Ferro original e a Armadura Aranha MK I.
O episódio final, Silver Lining, foi lançado em 21 de dezembro. Sua história apresenta o retorno de Silver Sable à cidade de Nova York para recuperar sua tecnologia que foi roubada pela Maggia. Ela se junta ao Homem-Aranha para enfrentar Hammerhead, que usou sua tecnologia para se tornar virtualmente indestrutível. Silver Lining adiciona três novos trajes: Into the Spider-Verse (com base no filme lançado simultaneamente), Cyborg Spider-Man e a armadura do Homem-Aranha criada por Aaron Aikman, uma versão alternativa do Homem-Aranha.
A versão "Digital Deluxe" inclui acesso aos três capítulos de DLC baseados na história de The City That Never Sleeps. A Collector's Edition inclui o DLC The City That Never Sleeps.
A Cidade Que Nunca Dorme está incluída como parte do Marvel's Spider-Man Remastered para PlayStation 5 e Windows.

## Outras mídias
Os eventos de A Cidade Que Nunca Dorme foram adaptados para uma minissérie de quadrinhos de cinco edições, intitulada Marvel's Spider-Man: The Black Cat Strikes, lançada em 2020. A história em quadrinhos apresenta cenas de história adicionais não retratadas no conteúdo para download que expandem o relacionamento do Homem-Aranha e da Gata Negra, incluindo flashbacks de sua parceria anterior aos eventos do jogo e um epílogo mostrando a recaptura da Gata Negra pelo Homem-Aranha.

## Recepção
| Jogo                 | Metacritic |
| -------------------- | ---------- |
| O assalto            | 76/100     |
| Guerras territoriais | 70/100     |
| Forro de prata       | 75/100     |

The City That Never Sleeps recebeu críticas geralmente positivas de críticos e jornalistas. Os críticos chamaram The Heist, a primeira parte da saga de DLC de três partes, de uma "continuação fantástica" do jogo principal, elogiando seu trabalho de personagem e missões de história. No entanto, os críticos notaram que sua jogabilidade, particularmente os objetivos secundários, pareciam "divertidos, mas repetitivos", descrevendo o DLC como "mais do mesmo", mas gostando da história, apesar de sua curta duração.

## Leitura complementar
- Carter, Justin (15 de novembro de 2018). «A guide to Spider-Man PS4's many costumes, and their comic roots». Polygon. Consultado em 23 de novembro de 2018. Cópia arquivada em 23 de novembro de 2018
- Dornbush, Jonathon (4 de abril de 2018). «Marvel's Spider-Man Gameplay, Story Details Revealed». IGN. Consultado em 7 de abril de 2018. Cópia arquivada em 8 de abril de 2018
- Dornbush, Jonathon (25 de outubro de 2018). «Marvel's Spider-Man -- The City That Never Sleeps, Chapter 1: The Heist Review». IGN. Consultado em 12 de fevereiro de 2019. Cópia arquivada em 12 de fevereiro de 2019
- Erskine, Donovan (23 de outubro de 2018). «Marvel's Spider-Man: The Heist impressions - Hi Felicia!». Shacknews. Consultado em 24 de outubro de 2018. Cópia arquivada em 24 de outubro de 2018
- Fahey, Mike (24 de setembro de 2018). «Let's Go Through Everything That Happened In Spider-Man PS4». Kotaku. Consultado em 12 de fevereiro de 2019. Cópia arquivada em 12 de fevereiro de 2019
- Gach, Ethan (23 de outubro de 2018). «Spider-Man's Heist DLC Is Fun But Familiar». Kotaku. Consultado em 24 de outubro de 2018. Cópia arquivada em 24 de outubro de 2018
- Intihar, Bryan (30 de outubro de 2017). «Marvel's Spider-Man: New Trailer Features Aunt May, MJ & More». PlayStation Blog. PlayStation. Consultado em 15 de janeiro de 2019. Cópia arquivada em 15 de janeiro de 2019
- Marnell, Blair (10 de setembro de 2018). «Spider-Man PS4 Writers Explain the Changes to Spidey, MJ's Job, Doc Ock, and More». Syfy. Consultado em 3 de outubro de 2018. Cópia arquivada em 13 de setembro de 2018
- «Marvel's Spider-Man: The Heist for PlayStation 4 Reviews». Metacritic. Consultado em 15 de abril de 2019. Cópia arquivada em 15 de abril de 2019
- «Marvel's Spider-Man: Turf Wars for PlayStation 4 Reviews». Metacritic. Consultado em 15 de abril de 2019. Cópia arquivada em 15 de abril de 2019
- «Marvel's Spider-Man: Silver Lining for PlayStation 4 Reviews». Metacritic. Consultado em 15 de abril de 2019. Cópia arquivada em 15 de abril de 2019
- McWhertor, Michael (11 de outubro de 2018). «Spider-Man's first DLC launches in October with new character, missions and suits». Polygon. Consultado em 12 de fevereiro de 2019. Cópia arquivada em 12 de fevereiro de 2019
- Ramée, Jordan (29 de outubro de 2018). «PS4's Spider-Man The City That Never Sleeps: The Heist DLC - How Long Is It?». GameSpot. Consultado em 12 de fevereiro de 2019. Cópia arquivada em 12 de fevereiro de 2019
- Reed, Chris (11 de setembro de 2018). «Marvel's Spider-Man PS4 Special Editions And Release Date Guide (US Only)». GameSpot. Consultado em 17 de outubro de 2018. Cópia arquivada em 17 de outubro de 2018
- Santangelo, Nick (13 de dezembro de 2018). «Marvel's Spider-Man'S Final DLC, Silver Linings, Available Next Week». IGN. Consultado em 13 de dezembro de 2018. Cópia arquivada em 13 de dezembro de 2018
- Schreier, Jason (20 de dezembro de 2018). «Surprise: The 'Sam Raimi' Suit Is Now In Spider-Man PS4». Kotaku. Consultado em 1 de janeiro de 2019. Cópia arquivada em 21 de dezembro de 2018
- Smith, Ryan (16 de outubro de 2018). «Marvel's Spider-Man: The Heist Out Next Tuesday, Adds 3 New Suits». PlayStation Blog. Consultado em 24 de outubro de 2018. Cópia arquivada em 18 de outubro de 2018
- Smith, Ryan (13 de novembro de 2018). «Marvel's Spider-Man: The Heist Out Next Tuesday, Adds 3 New Suits». PlayStation Blog. Consultado em 23 de novembro de 2018. Cópia arquivada em 23 de novembro de 2018
- Stevenson, James (7 de setembro de 2018). «Marvel's Spider-Man Swings to PS4 September 7, Collector's & Digital Deluxe Editions Detailed». PlayStation Blog. Consultado em 5 de outubro de 2018. Cópia arquivada em 4 de abril de 2018
- Tucker, Kevin (7 de setembro de 2018). «Voice actors and cast in Marvel's Spider-Man». Shacknews. Consultado em 2 de outubro de 2018. Cópia arquivada em 2 de outubro de 2018
- Wales, Matt (16 de outubro de 2018). «Insomniac shows off Spidey's new suits from next week's The City That Never Sleeps DLC». Eurogamer. Consultado em 23 de novembro de 2018. Cópia arquivada em 23 de novembro de 2018
- Whitbrook, James (22 de novembro de 2018). «Spider-Man's Latest DLC Sells Its Fascinating Ideas Short». io9. Consultado em 23 de novembro de 2018. Cópia arquivada em 23 de novembro de 2018
- Williams, Mike (20 de novembro de 2018). «Spider-Man: Turf War DLC Review». USGamer. Consultado em 23 de novembro de 2018. Cópia arquivada em 23 de novembro de 2018